# Pułk Ułanów Obrony Krajowej Nr 3
Pułk Ułanów Obrony Krajowej Nr 3 (LUR. Nr. 3) – pułk kawalerii cesarsko-królewskiej Obrony Krajowej.

## Historia pułku
W 1883 w Samborze i Dębicy (2. dywizjon), w wyniu połączenia Galicyjskich Szwadronów Ułanów Obrony Krajowej Nr 9, 10, 11, 12 i 13, została sformowana Kadra Pułku Ułanów Obrony Krajowej Nr 3.
W 1894 oddział przyjął organizację identyczną z organizacją pułków jazdy w cesarskiej i królewskiej Armii. Od tego czasu otrzymywał uzupełnienie z powiatów administrowanych przez Komendy Okręgów Uzupełnień Obrony Krajowej Nr 17 w Rzeszowie i 18 w Przemyślu.
W 1914 sztab pułku razem z II dywizjonem i kadrą zapasową stacjonował w Stryju natomiast I dywizjon w Rzeszowie. Pułk wchodził w skład 3 Brygady Kawalerii Obrony Krajowej we Lwowie.
W 1917 oddział został przemianowany na Pułk Strzelców Konnych Nr 3 (niem. Reitendes Schützenregiment Nr 3).

## Kadra pułku
Komendanci Kadry
- rtm. Constantin Swedzicky (1883)
- rtm. Victor Peter von Krosheim (1884)
- rtm. Michael Peič (1885)
- rtm. Victor Peter von Krosheim (1886)
- mjr / ppłk Joseph Castiglione (1887–1892)
- rtm. Wenzel Kočabek (1892–1894)

Komendanci pułku
- mjr / ppłk Wenzel Kočabek (1894–1897)
- mjr / płk Karl Pokorny (1897 – 1 V 1905 → stan spoczynku w stopniu tytularnego generała majora[6])
- ppłk / płk Wiktor Past (IV 1905 – X 1910 → generał major[7])
- ppłk / płk Adalbert Sziivásy (1910 – 1912)
- ppłk / płk Valerian Fehmel (1912–1914[3] → c. i k. komendant Okręgu w Opatowie)

Oficerowie
- mjr Bohdan Strubiński – komendant kadry zapasowej (do 1911), pułkownik Wojska Polskiego
- rtm. Jerzy Dembicki von Wrocień
- rtm. Tadeusz Sulimirski
- rtm. Rudolf Vysloužil
- rtm. Antoni Zawadzki
- por. Tadeusz Komorowski
- por. nieakt Lucjan Prek Borck
- ppor. rez. August Krasicki
- ppor. nieakt. Henryk Prek